# Tesz-Vesz város (televíziós sorozat)
A Tesz-Vesz város (eredeti címén The Busy World of Richard Scarry) francia–kanadai televíziós rajzfilmsorozat, amely Richard Scarry Tesz-Vesz város című könyvei alapján készült, és a folytatása a Rejtélyek Tesz-Vesz városban. Kanadában 1994. március 9-étől került adásra. Magyarországon az MTV 1 vetítette, a TV2 sugározta, a Duna TV adta le, a M2, és az JimJam tűzte műsorra.

## Ismertető
A történet sok kedves állatról szól. Tesz-Vesz város lakói sokat segítenek egymásnak. Érdekes dolgok történnek a városban. Az állatok összetartva oldják meg dolgaikat. Cicó és Tekergő nagyon szeretnek játszani és nagyon sokat segítenek a város lakóinak. Cicapapa is gyakran játszik velük. Ha valami kellemetlenség történik a városban, az megoldódik mindig.

## Szereplők

### Főszereplők
- Cicó (Huckle, Virgonc) – a fiúcica, Cicus bátyja, Tekergő jó barátja
- Cicus (Sully, Cili) – a lánycica, Cicó húga, Tekergő jó barátja
- Tekergő (Sajtkukac, Csúszimászi, Kukacka, Egon) – a cipős-sapkás kukac, Cicó és Cicus jó barátja. A cicacsalád családtagnak fogadta be.
- Berci (Röfi, Oli, Poca) – a jókedvű malacgyerek, Durci testvére
- Durci (Hasi, Oszi, Dafke) – a durcás malacgyerek, Berci testvére

### Mellékszereplők
- Hilda Hyppo – a víziló
- Murphy őrmester (Szimatőrmester) – a rendőrkutya, aki a forgalmat irányítja a városban
- Bukdács úr (Röffencs úr, Korpási bácsi, Ólasi bácsi, Ólasi úr) – a zöld öltözékű malac, aki gyakran kergeti a kalapját
- Cicapapa – Cicó és Cicus édesapja
- Cicamama – Cicó és Cicus édesanyja
- Gronkle úr (Zsémbes úr, Szőrmók bácsi, Agyar úr) – a zsémbes vadmalac
- Bütyköl mester (Fúrfarag bácsi, Buhera mester, Fix it úr) – a szerelőróka a városban, aki mindent megjavít
- Van Flugos úr (Rudolf von Repcsi) – a pilótaróka, aki repülővel közlekedik
- Kerek Perec mester – egér, Tesz-Vesz Pékség vezetője
- Charlie – egér, Tesz-Vesz Pékség alkalmazottja

## Magyar hangok
- Tekergő – Józsa Imre
- Cicó – Minárovits Péter
- Hilda – Zsurzs Kati
- Cicus – Rudolf Teréz (1. évadban), Mezei Kitty (2. évadtól, 5. évadig)
- Cicamama – Málnai Zsuzsa (1. évadban), Náray Erika (2. évadtól, 5. évadig)
- Cicapapa – Koroknay Géza (1. évadban és a három évadban), Háda János (2. évadban)
- Bukdács úr – Bácskai János
- Murphy őrmester – Balázs Péter (1. évadban), Schnell Ádám (2. évadban), Wohlmuth István (3. évadtól, 5. évadig)
- Bütyköl mester – Rosta Sándor (1. évadban), Tarján Péter (2. évadban), Németh Gábor (3. évadtól, 5. évadig)
- Méz tanárnő – Szirtes Ági (1. évadban), Kocsis Mariann (2. évadtól, 5. évadig)
- Gronkle úr – Gruber Hugó (1. évadban), Pathó István (2. évadban), Forgács Gábor (2. évadtól, 5. évadig)
- Gorilla Arthur – Konrád Antal (1. évadban), Szűcs Sándor (2. évadban), Seszták Szabolcs (3. évadtól, 5. évadig)
- Billy – Hankó Attila (1. évadban), Fekete Zoltán (2. évadtól, 5. évadig)
- Berci – Molnár Levente (1. évadban), Szokol Péter (3. évadtól, 5. évadig)
- Durci – Zwickl Fruzsina (1. évadban), Kálloy Molnár Péter (3. évadtól, 5. évadig)

## Epizódok

### 1. évad
| #  | Magyar cím                          | Eredeti cím                           |
| -- | ----------------------------------- | ------------------------------------- |
| 1  | A beszélő kenyér                    | The Talking Bread                     |
| 1  | Kusz-kusz az észak-afrikai detektív | Couscous, the North African Detective |
| 1  | A három horgász                     | The Three Fishermen                   |
| 2  | A legjobb születésnapi ajándék      | The Best Birthday Present Ever        |
| 2  | Patrick malac beszélni tanul        | Patrick Pig Learns to Talk            |
| 2  | A goromba Gronkle úr                | Grouchy Mr. Gronkle                   |
| 3  | A világ legbuzgóbb tűzoltói         | The Busiest Firefighters Ever         |
| 3  | A mexikói Manuel                    | Manuel of Mexico                      |
| 3  | A legnagyobb fogás                  | The Biggest Catch Ever                |
| 4  | Mosoma úr különleges napja          | Mr. Raccoon's Different Day           |
| 4  | Márió, a velencei gondolás          | Mario, the Venetian Gondolier         |
| 4  | A legjobb babysitter                | The Best Babysitter Ever              |
| 5  | A legjobb hiba                      | The Best Mistake Ever                 |
| 5  | Sneef, a legjobb detektív Európában | Sneef, the Best Detective in Europe   |
| 5  | Sátorozás                           | Camping Out                           |
| 6  | Bukdács úr új autói                 | Mr. Frumbles's New Cars               |
| 6  | Ernt és Heidi az Alpokban           | Ernst and Heidi in the Alps           |
| 6  | Billy kutya rossz napja             | Billy Dog's Bad Day                   |
| 7  | Az eltűnt banánok                   | The Missing Bananas                   |
| 7  | Jószerencse Rómában                 | Good Luck in Rome                     |
| 7  | A baleset                           | The Accident                          |
| 8  | A hóvihar                           | The Snowstorm                         |
| 8  | Ásó Professzor egyiptomi múmiája    | Professor Dig and His Egyptian Mummy  |
| 8  | A kincskeresés                      | The Treasure Hunt                     |
| 9  | Utazás a Holdra                     | A Trip to the Moon                    |
| 9  | Pip Pip Londonban                   | Pip Pip Goes to London                |
| 9  | Úszó banánok                        | Floating Bananas                      |
| 10 | Kalapsütemény                       | Hat Pie                               |
| 10 | Hans, a holland bádogos             | Hans, the Dutch Plumber               |
| 10 | Hilda romantikus teapartija         | Hilda's Romantic Tea Party            |
| 11 | A nagy műtét                        | A Big Operation                       |
| 11 | Uborka, az afrikai fotográfus       | Cucumber, the African Photographer    |
| 11 | Nyári piknik                        | Summer Picnic                         |
| 12 | Murphy őrmester szabadnapja         | Sergeant Murphy's Day Off             |
| 12 | Schmudge, a német kéményszerelő     | Schmudge, the German Chimney Sweep    |
| 12 | Kaland a hálókocsiban               | The Sleeping Car Adventure            |
| 13 | Tesz-vesz város vitorlásversenye    | Busytown Regatta                      |
| 13 | Schtoompah, a furcsa osztrák        | Schtoompah, the Funny Austrian        |
| 13 | Tesz-vesz város roncsderbije        | Busytown Soap Box Derby               |

### 2. évad
| #  | Magyar cím                    | Eredeti cím                     |
| -- | ----------------------------- | ------------------------------- |
| 14 | Nagyszerű történet            | The Big Story                   |
| 14 | Kusz-kusz Gibraltárban        | Couscous in Gibraltar           |
| 14 | A tűzoltóbál                  | The Firefighter's Ball          |
| 15 | Vidéki kirándulás             | The Field Trip                  |
| 15 | A nagy süteményrablás         | The Great Pie Robbery           |
| 15 | A tiszta garázs               | Clean Garage                    |
| 16 | Willy kapitány és a kalózok   | Captain Willy and the Pirates   |
| 16 | Repülő tészták                | Flying Noodles                  |
| 16 | Vizes kaland                  | Roughing                        |
| 17 | Ifjú vikingek                 | Young Vikings                   |
| 17 | Szimat megmenti a királynőt   | Sneef Saves the Queen           |
| 17 | Hilda, a rendező              | Hilda the Director              |
| 18 | Repülők                       | High Flyers                     |
| 18 | Talány a gőzhajón             | Steamboat Mystery               |
| 18 | A világ legjobb pincérjei     | The Best Waiters Ever           |
| 19 | A költözködés                 | The Big Move                    |
| 19 | Szimat Oroszországban         | Sneef in Russia                 |
| 19 | Bugdács úr munkát vállal      | Mr. Frumble Gets a Job          |
| 20 | A mentőautó                   | Ambulance Cake                  |
| 20 | Áruházi rejtély               | The Supermarket Mystery         |
| 20 | Banán nagy gondjai            | Big Trouble for Bananas Gorilla |
| 21 | Murphy őrmester helyettese    | Sergeant Murphy's Deputy        |
| 21 | Kuszkusz a Szaharában         | Couscous in the Sahara          |
| 21 | Új barát tűnik fel            | New Friend on the Block         |
| 22 | Minden idők legnagyobb vihara | The Biggest Storm Ever          |
| 22 | Uborka a hegyekben            | Cucumber in Rockies             |
| 22 | Sally első napja az iskolában | Sally's First Day at School     |
| 23 | Nincs idő Banánra             | No Time for Bananas             |
| 23 | Szimat Indiában               | Sneef in India                  |
| 23 | Sally első utazása            | Sally Cat's First Trip          |
| 24 | Csodás Hotel                  | Grand Hotel                     |
| 24 | Szimat a Nílusnál             | Couscous on the Nile            |
| 24 | A sítúra                      | Cat Family Ski Trip             |
| 25 | Tekergő eltöri a lábát        | Lowly Breaks His Leg            |
| 25 | Uborka a Machu Pichu-n        | Cucumber in Machuu Pichuu       |
| 25 | Penelope a papagáj            | The Plight of Penelope Parakeet |
| 26 | Huckle munkát vállal          | A Newspaper Mom                 |
| 26 | Uborka Rioban                 | Cucumber in Rio                 |
| 26 | Fánk sorsolás                 | Donut Raffle                    |

### 3. évad
| #  | Magyar cím                           | Eredeti cím                  |
| -- | ------------------------------------ | ---------------------------- |
| 27 | A Tesz-vesz asztal lovagjai          | The Knights of Busytown      |
| 27 | Ős sertések                          | Cave Pigs                    |
| 27 | Marslakók Tesz-vesz városban         | Bucketman in Busytown        |
| 28 | Billy buldog szemüveget kap          | Billy Dog Gets Glasses       |
| 28 | Cordélia színre lép                  | Cordelia's Debut             |
| 28 | Tekergő a cirkuszban                 | Lowly Joins the Circus       |
| 29 | A nagy merészség                     | The Big Dare                 |
| 29 | Olivér szendvicse                    | Oliver's Sandwich            |
| 29 | Nem akarásnak vakarás a vége         | Pig Will Won't               |
| 30 | A világ legjobb szülinapi zsúrja     | The Best Birthday Party Ever |
| 30 | Márta első könyve                    | Martha's First Book          |
| 30 | Kizárva                              | Locked Out                   |
| 31 | Apa foglalkozása                     | Dad's Neat Job               |
| 31 | Amerika felfedezése                  | The Discovery of America     |
| 31 | Zsémbes úr barátai                   | Mr. Gronkle's Friends        |
| 32 | Tuba a táborban                      | Denys at Camp                |
| 32 | Origami bácsi ajándéka               | Peasant Pig's Gifts          |
| 32 | Kicsi Bütyköl mester                 | Little Fixit                 |
| 33 | Iskolai bál                          | The School Dance             |
| 33 | Az első olimpia                      | The First Olympics           |
| 33 | Éljen az elnök!                      | Hilda for President          |
| 34 | Bukdács úr ikertestvére              | Mr. Frumble's Brother        |
| 34 | Viking sertések                      | Viking Pigs                  |
| 34 | A tökéletes esküvő                   | The Perfect Wedding          |
| 35 | Kemény vizsga                        | A Tough Test                 |
| 35 | Az első piramis                      | The First Pyramid            |
| 35 | A nagy randi                         | The Big Date                 |
| 36 | Az év feltalálója                    | Inventor of the Year         |
| 36 | Makaróni Polo                        | Macaroni Polo                |
| 36 | Magányos farkas a világító toronyban | Lone Wolf at the Lighthouse  |
| 37 | Jó mulatság a rejtvényverseny        | Fun-Time Riddle Race         |
| 37 | Az első léghajó                      | The First Balloon            |
| 37 | Billy űrkövet                        | Billy Dog's Space Rock       |
| 38 | A legvidámabb park                   | The Best Amusement Park Ever |
| 38 | Az első híd                          | The First Bridge             |
| 38 | Itt repül a kismadár!                | Say Cheese, Please!          |
| 39 | Ki látta a könyvemet?                | Has Anyone Seen My Book?     |
| 39 | Bátorság napja                       | P.J. Pig's Brave Day         |
| 39 | Rátarti Rajcsúrfi új cipője          | Vanderbuilt's New Shoes      |

### 4. évad
| #  | Magyar cím                                | Eredeti cím                     |
| -- | ----------------------------------------- | ------------------------------- |
| 40 | Egy igazi úriember                        | The Perfect Gentleman           |
| 40 | A világ legnagyobb festője                | The Best Painter Ever           |
| 40 | Tubának jó napja van                      | The Best Day for Dennis         |
| 41 | Utazás vissza az időbe                    | A Trip Back in Time             |
| 41 | Otthon édes otthon                        | Home Sweet Home                 |
| 41 | Postás Rifi különleges barátja            | P.S. Pig's Special Friend       |
| 42 | Bütyköl mester mágnes gépe                | Mr. Fixit's Magnet Machine      |
| 42 | Möszijő Bernár és Megfoksz úr az Operában | Sneef and Sniff at the Opera    |
| 42 | Zsémbes úr nem haragszik                  | Mr. Gronkle Won't Mind          |
| 43 | Péter látogatása                          | Peter's Visit                   |
| 43 | A világ első síléce                       | The First Skis Ever             |
| 43 | Lámpaláz                                  | Stage Fright                    |
| 44 | A szivárvány kincse                       | End of the Rainbow              |
| 44 | Üzenet Pengnek                            | A Signal for Peng               |
| 44 | Bukdács úr születésnapja                  | Mr. Frumble's Birthday Party    |
| 45 | Banános varázslat                         | Bananas the Magician            |
| 45 | Az első ló nélküli szekér                 | The First Horseless Carriage    |
| 45 | Hilda királylány                          | Princess Hilda                  |
| 46 | Óraátállítás                              | Daylight Savings Time           |
| 46 | Mohód új játéka                           | Eager Beaver's Clever Game      |
| 46 | Az uborkaautó mosó                        | The Pickle Car Wash             |
| 47 | Gyorsszolgálat                            | Triple a Deliveries             |
| 47 | Stanley híres fényképe                    | Stanley's Amazing Photo         |
| 47 | Eltévedni a mocsárban                     | Lost in the Swamp               |
| 48 | Bütyköl mester tengeralattjárója          | Mr. Fixit's Super Submarine     |
| 48 | Kaucsuk varázsfája                        | Cahuchu's Magic Tree            |
| 48 | Bab szakács étterme                       | Mr. Bean's Restaurant           |
| 49 | A világ legjobb autós kirándulása         | The Best Car Trip Ever          |
| 49 | Ernest ehető tányérja                     | Earnest's Dish You Can Eat      |
| 49 | Unokatesó                                 | Cousin Ross                     |
| 50 | Benzinkút mizéria                         | Fill'er Up Scotty               |
| 50 | A Niagara-vízesés rejtélye                | Niagara Falls Mystery           |
| 50 | A segítő segítője                         | Helper's Helper                 |
| 51 | Teljes napfogyatkozás                     | Who's Afraid of the Big Eclipse |
| 51 | Nyugalom a víz alatt                      | Hold Your Breath!               |
| 51 | Tökfejek                                  | Pumpkin Heads                   |
| 52 | A legjobb karácsonyi ajándék              | The Best Christmas Present Ever |
| 52 | Karácsonyi tanulság                       | Abe and Babe's Christmas Lesson |
| 52 | Cicus cica karácsonyi álma                | Sally Cat's Christmas Dream     |

### 5. évad
| #  | Magyar cím                         | Eredeti cím                       |
| -- | ---------------------------------- | --------------------------------- |
| 53 | A vakond gép                       | The Mole Machine                  |
| 53 | Dennis királyi játéka              | The Royal Game of Dennis          |
| 53 | Na, ez a haladás!                  | Now That's Progress               |
| 54 | Babonás banáneső                   | Superstitious Bananas             |
| 54 | Pépé, az igazember                 | Pépé le Gangstaire                |
| 54 | Behajtós mozi                      | Drive-Through Movie               |
| 55 | A felvonulás királya és királynéja | King and Queen for a Day          |
| 55 | Malacposta                         | The Piggy Express                 |
| 55 | Gyakorlás teszi a mestert!         | Practice Makes Prefect            |
| 56 | A győztesek                        | The Winners                       |
| 56 | Ne játszadozz Manuelo!             | No More Games, Manuel!            |
| 56 | Nem félünk a doktortól!            | We Won't Go to the Doctor!        |
| 57 | Sose lehet elég korán elkezdeni    | Never Too Small                   |
| 57 | Albert a balga belga bárkakapitány | Albert, the Belgian Barge Captain |
| 57 | Esik!                              | Rainy Day                         |
| 58 | Zsémbes úr vendégségben            | Mr. Gronkle Comes to Stay         |
| 58 | Leopardo Da Vinci mosolya          | Leo-pardo's Smile                 |
| 58 | Virágos Tesz-vesz város            | Blooming Busytown                 |
| 59 | Párcsinálók                        | Match-Makers                      |
| 59 | Nefelejcs úr sose felejt           | Forget-bur Never Forgets          |
| 59 | Fogfájás                           | Toof Trouble                      |
| 60 | Új szomszédok                      | The New Neighbors                 |
| 60 | Az első Halloween                  | The First Halloween Ever          |
| 60 | Tudok számolni!                    | Now I Know My One, Two, Threes!   |
| 61 | Zsémbes úr elköltözik              | Mr. Gronkle Moves Away            |
| 61 | Számoló csirke                     | Counting Chickens                 |
| 61 | Helyesírás-olvasás                 | The Spelling Bee                  |
| 62 | Cicó tollas barátai                | Huckle's Feathery Friends         |
| 62 | Az első Valentin-nap               | The First Valentine Ever          |
| 62 | Vendégség                          | The Sleepover                     |
| 63 | Számíthatsz ránk!                  | Count on Us!                      |
| 63 | A világ első húsvéti tojása        | The First Easter Egg Ever         |
| 63 | A legnagyobb ajándék               | Be My Valentine                   |
| 64 | A kőkörök rejtélye                 | The Mystery of the Stone Circle   |
| 64 | Karácsonyi zűrzavar                | The Big Apple Christmas Caper     |
| 64 | Túl ijesztő álarcos bál            | Who's too Scared to Masquerade?   |
| 65 | Üzenet a palackban                 | A Message in a Bottle             |
| 65 | A Mikulás segítségre szorul        | Santa Needs Help                  |
| 65 | Tényleg van húsvéti nyuszi!        | There Really is an Easter Bunny   |